# Prégilbert
Prégilbert település Franciaországban, Yonne megyében. Lakosainak száma 180 fő (2022. január 1.). Prégilbert Sainte-Pallaye, Sery, Bazarnes, Bessy-sur-Cure, Trucy-sur-Yonne és Deux Rivières községekkel határos.

## Népesség
A település népességének változása:
| Lakosok száma | 200  | 192  | 187  | 181  | 181  | 181  | 181  | 181  | 180  |
|               | 2013 | 2015 | 2016 | 2017 | 2018 | 2019 | 2020 | 2021 | 2022 |